# 당정중학교
당정중학교(堂井中學校)는 대한민국 경기도 군포시 당정동에 있는 공립 중학교이다.

## 학교 연혁
- 2006년 3월 1일 : 당정 중학교 개교
- 2006년 3월 1일 : 초대 김윤식 교장 취임
- 2006년 3월 2일 : 1학년 3학급 104명(남 54명, 여 50명) 입학
- 2009년 2월 12일 : 제1회 졸업식(졸업생 117명)
- 2021년 9월 1일 : 제4대 이영종 교장 취임
- 2024년 1월 5일 : 제16회 졸업식(졸업생 91명)
- 2024년 3월 4일 : 입학식(1학년 119명 입학)
- 2026년 3월 1일 : 개교 20주년

## 갤러리

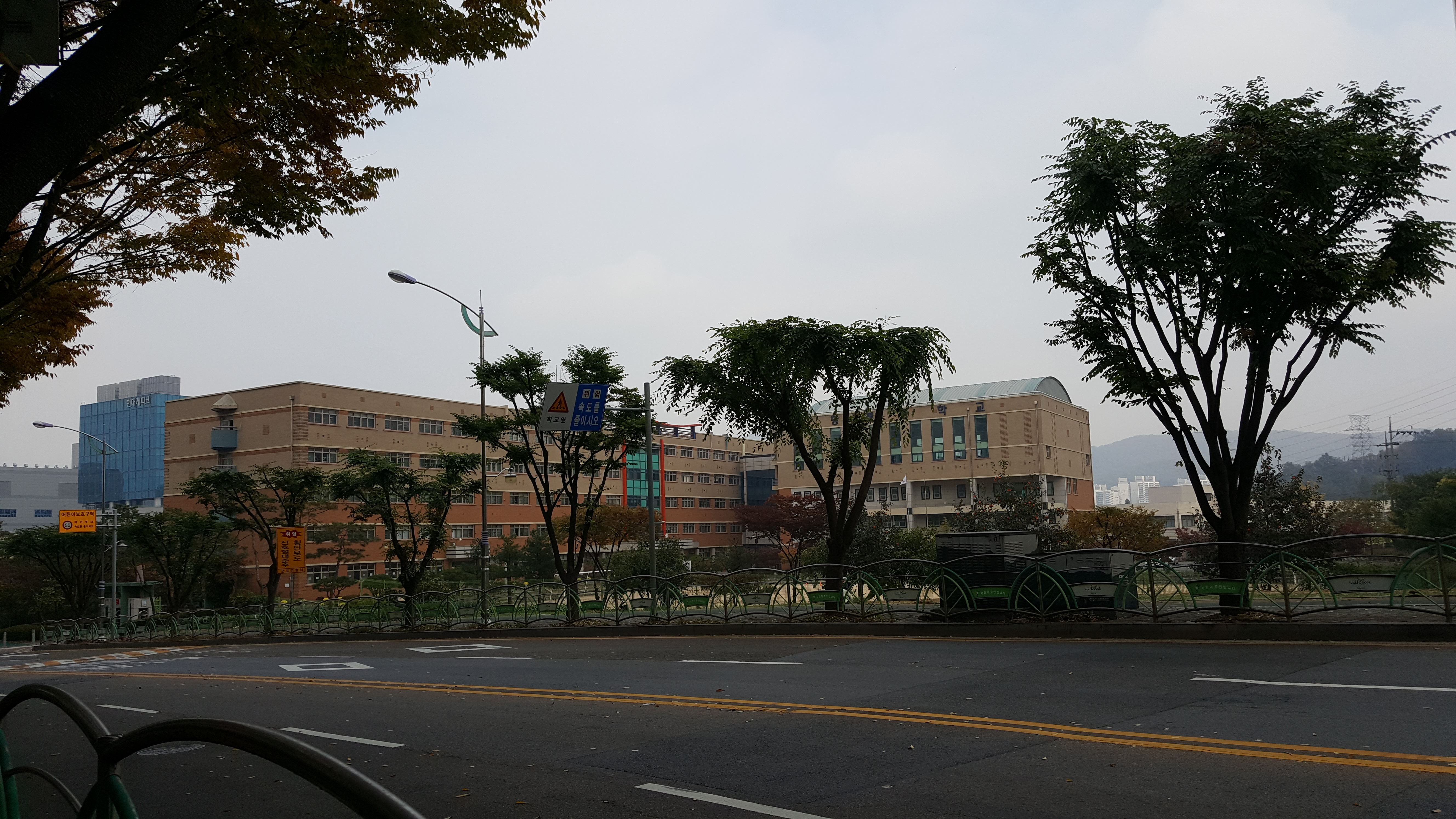
당정중학교 전경
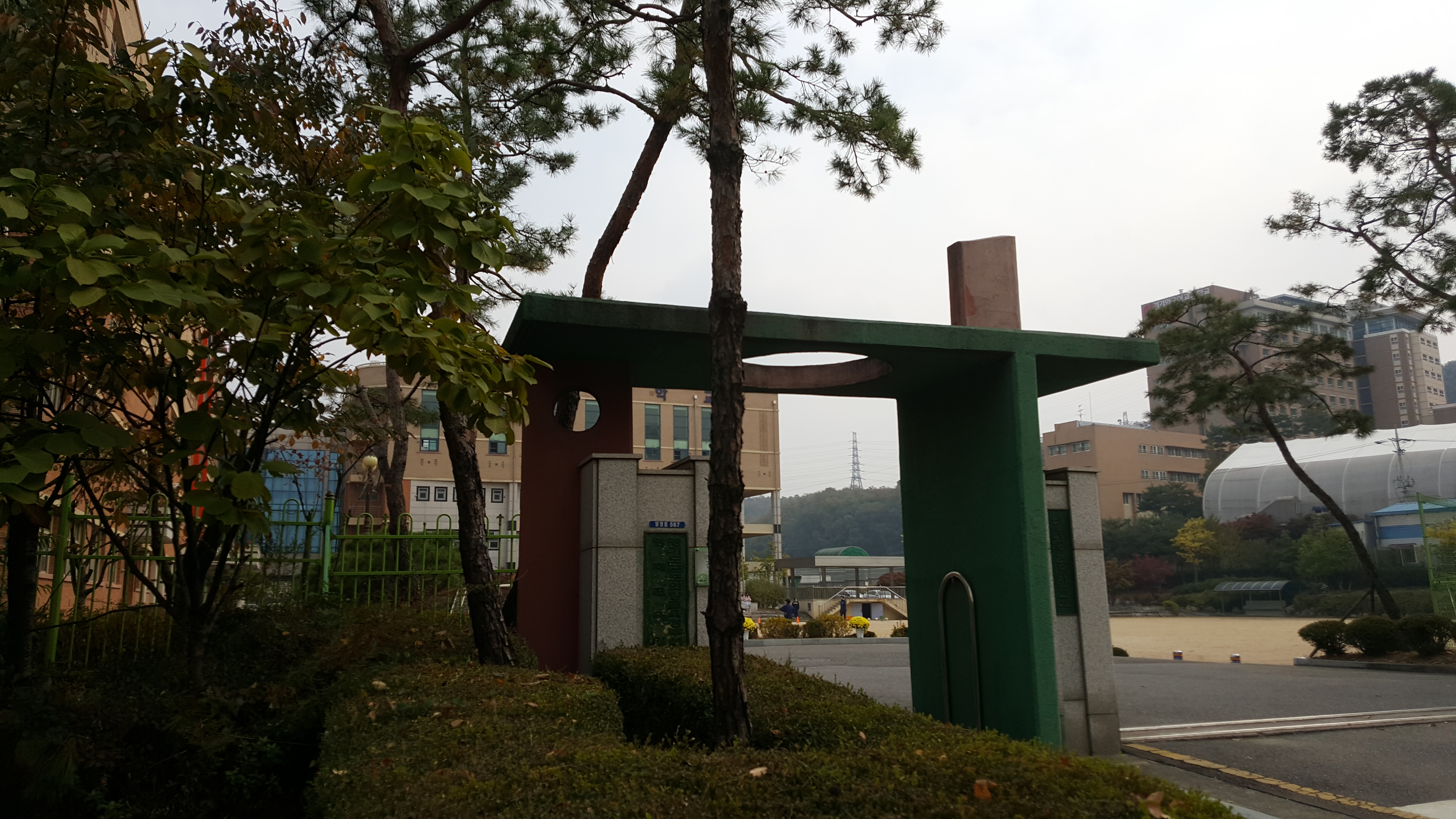
당정중학교 정문

## 참고 자료
- 당정중학교 - 한국교육학술정보원 학교알리미